# Jose Alvarado (baloncestista)
Jose Alvarado Martínez (Brooklyn, Nueva York, 12 de abril de 1998) es un jugador de baloncesto puertorriqueño que pertenece a la plantilla de los New Orleans Pelicans de la NBA. Con 1,83 metros de estatura, juega en la posición de base.

## Trayectoria deportiva

### Universidad
Jugó cuatro temporadas con los Yellow Jackets del Instituto de Tecnología de Georgia, en las que promedió 13,5 puntos, 3,6 rebotes, 3,6 asistencias y 2,1 robos de balón por partido. En 2020 fue incluido en el tercer mejor quinteto de la Atlantic Coast Conference, mientras que en su temporada sénior lo fue en el segundo mejor quinteto, además de ser elegido jugador defensivo del año de la conferencia.

#### Estadísticas
| Año     | Equipo       | PJ  | PT  | MPP  | %TC  | %3P  | %TL  | RPP | APP | ROB | TPP | PPP  |
| ------- | ------------ | --- | --- | ---- | ---- | ---- | ---- | --- | --- | --- | --- | ---- |
| 2017–18 | Georgia Tech | 25  | 25  | 35.0 | .448 | .370 | .802 | 3.7 | 3.1 | 1.7 | .1  | 12.1 |
| 2018–19 | Georgia Tech | 31  | 30  | 34.2 | .392 | .286 | .743 | 3.9 | 3.4 | 1.8 | .1  | 12.5 |
| 2019–20 | Georgia Tech | 24  | 23  | 33.5 | .444 | .336 | .793 | 3.4 | 4.0 | 2.2 | .1  | 14.4 |
| 2020–21 | Georgia Tech | 26  | 26  | 37.1 | .504 | .390 | .838 | 3.5 | 4.1 | 2.8 | .0  | 15.2 |
| Total   | Total        | 106 | 104 | 34.9 | .444 | .341 | .790 | 3.6 | 3.6 | 2.1 | .1  | 13.5 |

### Profesional
Tras no ser elegido en el Draft de la NBA de 2021, el 19 de agosto firmó un contrato dual con los New Orleans Pelicans, que le permite jugar además en su filial de la G League, los Birmingham Squadron. Debutó en la NBA el 3 de noviembre de 2021 ante Sacramento Kings, anotando su primera canasta en el siguiente encuentro ante Golden State Warriors el 5 de noviembre. El 20 de enero ante New York Knicks disputa 20 minutos y anota 13 puntos. El 25 de marzo alcanza los 23 puntos ante San Antonio Spurs. El 27 de marzo, los Pelicans convierten su contrato a estándar, renovando por 4 años y $6,5 millones.
Durante su segunda temporada en New Orleans, el 4 de diciembre de 2022 ante Denver Nuggets, consigue la mejor marca en anotación de su carrera con 38 puntos, incluyendo 8 triples. El 17 de febrero de 2023 participa en el evento Rising Stars Challenge del All-Star Weekend de 2023, llevándose su equipo la victoria y siendo nombrado MVP del torneo.
En septiembre de 2024, firma una extensión de contrato con los Pelicans por $9 millones y 2 años.

### Selección nacional
En abril de 2022, reveló durante una entrevista para el podcast de C. J. McCollum, Pull Up, que el gerente general de la selección de Puerto Rico, Carlos Arroyo, había contactado con él para invitarlo a formar parte del equipo. Después del encuentro por el play-in de la temporada 2021-22 disputado el 13 de abril contra los San Antonio Spurs, Arroyo se presentó en el estadio de los Pelicans para entregarle la camiseta de la selección. Alvarado se unió a los entrenamientos de cara a la tercera ventana de la clasificación de FIBA Américas para la Copa Mundial de 2023 e hizo su debut el 1 de julio ante Estados Unidos, consiguiendo 20 puntos, 3 rebotes y 4 asistencias. En el siguiente partido, el 4 de julio contra México, tuvo un papel destacado con 22 puntos y 7 asistencias para conseguir la victoria. En la siguiente ventana clasificatoria de agosto, Alvarado decidió no participar para poder enfocarse en los entrenamientos privados de los Pelicans, de cara a la siguiente temporada NBA.
Entre julio y agosto de 2024 fue parte de la selección absoluta de Puerto Rico, que disputó los Juegos Olímpicos de París, finalizando en decimosegunda posición.

## Estadísticas de su carrera en la NBA

### Temporada regular
| Año     | Equipo      | PJ  | PT | MPP  | %TC  | %3P  | %TL  | RPP | APP | ROB | TPP | PPP  |
| ------- | ----------- | --- | -- | ---- | ---- | ---- | ---- | --- | --- | --- | --- | ---- |
| 2021-22 | New Orleans | 54  | 1  | 15.4 | .446 | .291 | .679 | 1.9 | 2.8 | 1.3 | .1  | 6.1  |
| 2022-23 | New Orleans | 61  | 10 | 21.5 | .411 | .336 | .813 | 2.3 | 3.0 | 1.1 | .2  | 9.0  |
| 2023-24 | New Orleans | 56  | 0  | 18.4 | .412 | .377 | .673 | 2.3 | 2.1 | 1.1 | .3  | 7.1  |
| 2024-25 | New Orleans | 56  | 23 | 24.4 | .392 | .359 | .811 | 2.4 | 4.6 | 1.3 | .3  | 10.3 |
| Total   | Total       | 227 | 34 | 20.0 | .411 | .348 | .757 | 2.2 | 3.1 | 1.2 | .2  | 8.2  |

### Playoffs
| Año   | Equipo      | PJ | PT | MPP  | %TC  | %3P  | %TL  | RPP | APP | ROB | TPP | PPP |
| ----- | ----------- | -- | -- | ---- | ---- | ---- | ---- | --- | --- | --- | --- | --- |
| 2022  | New Orleans | 6  | 0  | 19.5 | .485 | .375 | .769 | 1.3 | 1.5 | 1.2 | .2  | 8.0 |
| 2024  | New Orleans | 4  | 0  | 15.4 | .150 | .071 | —    | 1.0 | 2.3 | 1.3 | .3  | 1.8 |
| Total | Total       | 10 | 0  | 17.9 | .358 | .233 | .769 | 1.2 | 1.8 | 1.2 | .2  | 5.5 |

## Vida personal
José tiene ascendencia puertorriqueña y mexicana. Su abuela Diana Martínez murió de cáncer de estómago en 2016.
Jugó al fútbol americano en su juventud, hasta que se lesionó el cuello.
Junto a su novia Flor Castillo, tienen una hija llamada Nazanin, que nació en febrero de 2020.